# Skatteverket

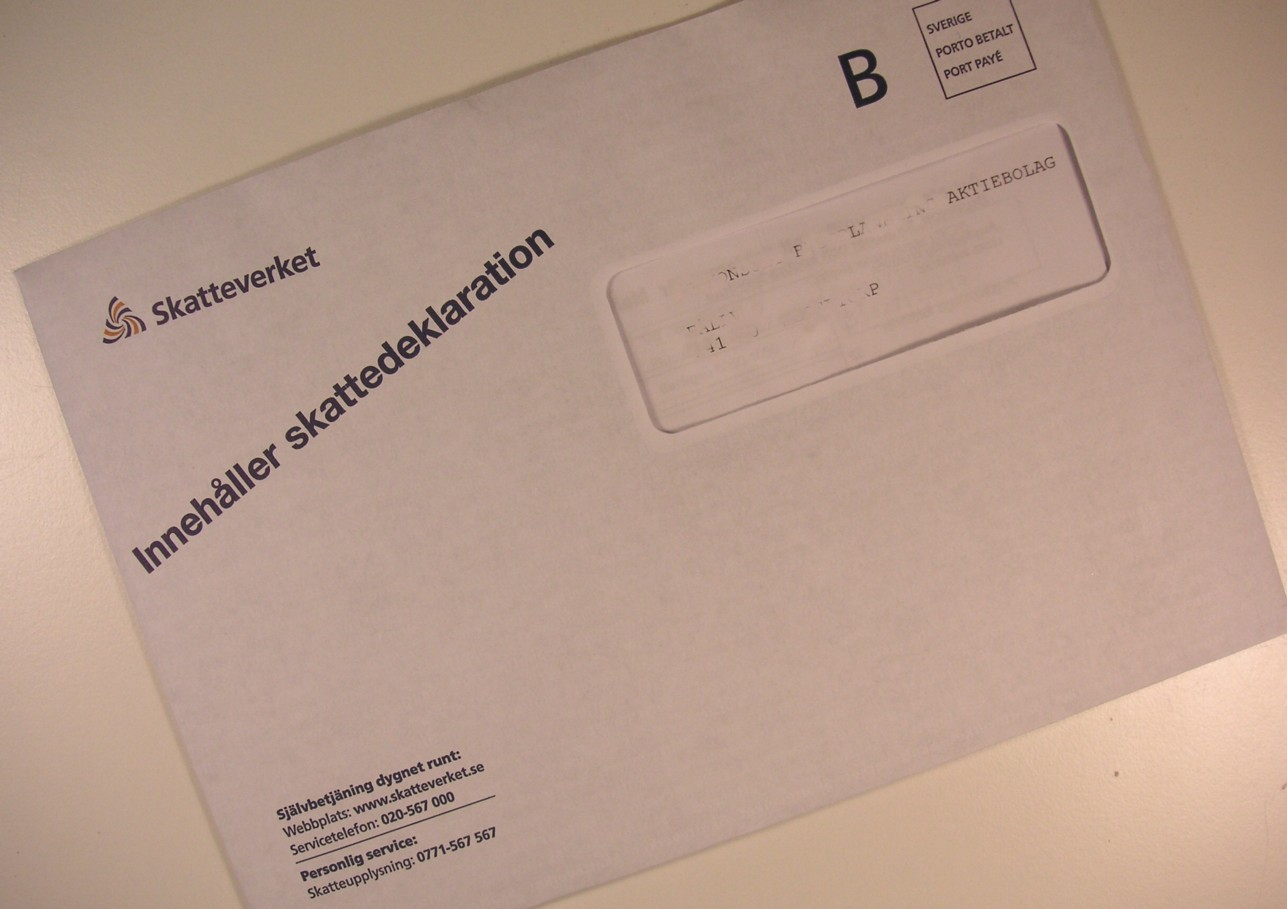
Ein Brief vom Skatteverket

Das Skatteverket  ist seit dem 1. Januar 2004 das schwedische Finanzamt, das sowohl für die Finanz- und Steuerverwaltung zuständig ist, als auch als Verwaltungsbehörde fungiert. Vor 2004 hieß die Behörde Skattemyndigheten. Der offizielle deutsche Name lautet: Schwedisches Zentralamt für Finanzwesen.
Aufgaben, neben der Steuererhebung, sind die Verwaltung des Nachlassverzeichnisses, die Folkbokföring und seit Januar 2008 die Aufsicht über die staatlichen Forderungen. Seit Januar 2019 ist Skatteverket auch für die Erhebung der Rundfunkabgabe (public service-avgift) zuständig. Das Skatteverket wurde aus den vorher bestehenden zehn Finanzbehörden und dem Reichsfinanzamt (Riksskatteverket, RSV) gebildet. Es werden etwa 11.500 Mitarbeiter beschäftigt, 380 davon in der Hauptniederlassung in Solna. Weitere Niederlassungen bestehen in allen sieben „Regionen“ des Skatteverket, in jeder größeren Stadt.